# Присдорф
Присдорф (њем. Prisdorf) општина је у њемачкој савезној држави Шлезвиг-Холштајн. Једно је од 49 општинских средишта округа Пинеберг. Према процјени из 2010. у општини је живјело 2.183 становника. Посједује регионалну шифру (AGS) 1056040.

## Географски и демографски подаци
Присдорф се налази у савезној држави Шлезвиг-Холштајн у округу Пинеберг. Општина се налази на надморској висини од 6 метара. Површина општине износи 5,2 km². У самом мјесту је, према процјени из 2010. године, живјело 2.183 становника. Просјечна густина становништва износи 417 становника/km².